# أولريش بورن
أولريش بورن (بالألمانية: Ulrich Born)‏ هو سياسي ألماني، ولد في 15 مايو 1950 ببارنتروب في ألمانيا. حزبياً، نشط في الاتحاد الديمقراطي المسيحي. انتخب عضو مجلس الشورى الموحد لمكلنبورغ-فوربومرن.